# Servicios Asociados Nacionales de Transporte Aéreo
SANTA (acrónimo de Servicios Asociados Nacionales de Transporte Aéreo) es una aerolínea regional de Colombia. Su centro de operaciones es el Aeropuerto Benito Salas de la ciudad de Neiva, desde donde opera rutas nacionales.

## Historia
La empresa se funda a mediados de 2014 y recibe tres años después el certificado de aeronavegabilidad por parte de la Aeronáutica Civil de Colombia. Realizó su vuelo inaugural el viernes 15 de marzo de 2019 con la ruta Neiva—Puerto Asís—Neiva. En junio de 2019, la Aerocivil suspendió su operación por no cumplir con las normas de seguridad operacional con un plazo de un año para cumplir con los requisitos y otorgar el permiso definitivo de operaciones.

## Flota
La aerolínea cuenta inicialmente con la siguiente flota:
- Beechcraft 1900 (19 sillas)
- Jetstream 31 (19 sillas)
- Embraer 120 (30 sillas)
- Embraer ERJ 145 (50 sillas)

### Desde Florencia
| Destino          | Código IATA | Código OACI | Aeropuerto         | Frecuencias Semanales |
| ---------------- | ----------- | ----------- | ------------------ | --------------------- |
| Puerto Leguízamo | LQM         | SKLG        | Aeropuerto Caucaya | 7                     |